# Монстр Канвей-Айленда

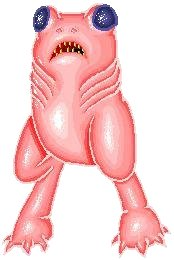
Существо в представлении художника.

Монстр Канвей-Айленда — название, данное необычному существу, труп которого якобы прибило к берегу острову Канвей, Англия, в ноябре 1953 года. Второй подобный труп, лучше сохранившийся, был обнаружен в августе 1954 года. Из предположительных фотографий существа на данный момент сохранилась лишь одна.
Якобы обнаруженная в 1953 году находка была описана как неизвестное существо 76 сантиметров в длину с толстой красновато-коричневой кожей, большими выпученными глазами, мягкой (словно бескостной) головой и жабрами. Было также описано, что у существа имелись задние конечности с пятью пальцами подковообразными ступнями, имевшими вогнутые своды, которые, как предполагалось, были пригодны для прямохождения, но не было никаких передних конечностей. Его останки были кремированы после беглого осмотра зоологом, который сказал, что существо не представляет никакой опасности для общества. Второй экземпляр, якобы обнаруженный в 1954 году, был описан как похожий на первый, но гораздо больше по размеру, будучи 120 сантиметров в длину и весом около 11,3 килограмма. Этот труп был достаточно хорошо сохранившимся, были, как сообщается, видны глаза, ноздри и зубы, но никаких официальных объяснений событию дано не было, равно как не осталось сведений о том, что случилось с трупом дальше.
Некоторые учёные полагают, что образцы, возможно, были каким-либо видом морского чёрта, плавники которого были ошибочно приняты за ноги, тогда как другие считают более вероятным вывод, что образцы могли быть представителями клоуновых, которые действительно передвигаются с помощью плавников, похожих на ноги, имеют выпуклые глаза и бывают различных цветов, включая красновато-коричневый.
В 1999 году журналист Fortean Times Николас Уоррен проводил расследование предполагаемых наблюдений 1953—1954 годов. Он не смог найти никаких официальных документов лаборатории Ассоциации морской биологии Плимута или Национального речного органа, определявших бы существо как известный или неизвестный вид, но смог найти сообщения от местных жителей, которые считали, что существо было морским чёртом. Это определение было позднее поддержано Элвином Уилером, бывший ихтиолог с кафедры зоологии Британского музея естественной истории, который предположил, что существо было морским чёртом, выраженные плавники которого были неправильно описаны как задние ноги.